# Пестяковский район
Пестяко́вский район — административно-территориальная единица (район) и муниципальное образование (муниципальный район) на юго-востоке Ивановской области России.
Административный центр — посёлок городского типа Пестяки.

## История
Пестяковский район образован 30 августа 1931 года в составе Ивановской промышленной области в результате переноса центра Ландеховского района в село Пестяки. В район вошли сельсоветы: Абросовский, Барановский, Беклемищенский, Боковский, Бортновский, Брусовский, Брюхатовский, Васьковский, Вербинский, Верхне-Ландеховский, Вершинихский, Выползовский, Галашовский, Детковский, Емельяновский, Есиповский, Засекинский, Казарятский, Кислятский, Князьковский, Кожановский, Кокушкинский, Косиковский, Криковский, Кромский, Мордвиновский, Мытский, Неверово-Слободский, Нижне-Ландеховский, Никулинский, Палагинский, Пеньковский, Пестяковский, Порошинский, Симаковский, Соймицкий, Средневысоковский, Стариловский, Филятский, Яковлевский. В 1935 году к вновь образованному Палехскому району отнесены сельсоветы: Пеньковский, Соймицкий, Яковлевский.
В 1946 году к вновь образованному Верхне-Ландеховскому району отошли сельсоветы: Абросовский, Барановский, Брусовский, Верхне-Ландеховский, Вершинихский, Детковский, Засекинский, Казарятский, Кислятский, Князьковский, Косиковский, Криковский, Кромский, Мытский, Симаковский, Стариловский. 18 июня 1954 года в результате укрупнения ликвидированы сельсоветы: Галашовский, Боковский, Кожановский, Никулинский, Палагинский, Васьковский, Есиповский, Брюхатовский; объединены сельсоветы Кокушкинский и Средневысоковский в Шалаевский, Выползовский и Емельяновский — в Демидовский. 12 августа 1959 года ликвидирован Пестяковский сельсовет. 8 апреля 1960 года к району был присоединен Верхне-Ландеховский район с сельсоветами: Барановским, Верхне-Ландеховским, Засекинским, Князьковским, Косиковским, Криковским, Кромским, Мытским, Симаковским, Стариловским. 22 августа 1960 года упразднены Князьковский и Криковский сельсоветы, образован Абросовский сельсовет. 4 мая 1961 года упразднён Демидовский сельсовет.
1 февраля 1963 года район ликвидирован, его территория вошла в Палехский сельский район и Пучежский район. 2 марта 1964 года район вновь образован как сельский. В район вошли сельсоветы: Абросовский, Барановский, Беклемищенский, Вербинский, Верхне-Ландеховский, Засекинский, Косиковский, Кромский, Мордвиновский, Мытский, Неверово-Слободский, Нижне-Ландеховский, Порошинский, Симаковский, Стариловский, Филятский, Шалаевский. 13 января 1965 года сельский район преобразован в район в прежнем составе. 30 декабря 1968 года упразднён Вербинский и образован Пестяковский сельсовет. 12 августа 1974 года переименованы сельсоветы Порошинский в Алехинский, Абросовский — в Марьинский; ликвидирован Косиковский сельсовет. В 1979 году упразднён Марьинский сельсовет. 4 мая 1983 года в состав восстановленного Верхнеландеховского района были переданы Барановский, Верхне-Ландеховский, Засекинский, Кромский, Мытский, Симаковский, Стариловский сельсоветы. 30 сентября 1993 года посёлки Демидово и Дубовичье переданы Пестяковскому району из Южского района. 1 марта 1994 года образован Демидовский сельсовет.
На 1 января 2001 года в состав района входили рабочий посёлок Пестяки и 9 сельсоветов: Алехинский, Беклемищенский, Демидовский, Мордвиновский, Неверово-Слободский, Нижне-Ландеховский, Пестяковский, Филятский, Шалаевский.
В 2005 году в рамках организации местного самоуправления был образован муниципальный район.

## Население
| 1939   | 1959    | 1970    | 1979    | 1989  | 2002  | 2009  | 2010  | 2011  |
| ------ | ------- | ------- | ------- | ----- | ----- | ----- | ----- | ----- |
| 38 397 | ↘15 605 | ↗21 914 | ↘11 162 | ↘9655 | ↘8629 | ↘7810 | ↘7160 | ↘7142 |
| 2012   | 2013    | 2014    | 2015    | 2016  | 2017  | 2018  | 2019  | 2020  |
| ↘7046  | ↘6844   | ↘6600   | ↘6386   | ↘6162 | ↘6011 | ↘5842 | ↘5649 | ↘5556 |
| 2021   |         |         |         |       |       |       |       |       |
| ↘5015  |         |         |         |       |       |       |       |       |

### Урбанизация
Городское население (пгт Пестяки) составляет 61,75 % населения района.

### Национальный состав
По итогам переписи населения 2020 года проживали следующие национальности (национальности менее 0,1 % и другое, см. в сноске к строке «Другие»):
| Национальность | Численность, чел. | Доля     |
| -------------- | ----------------- | -------- |
| Русские        | 4899              | 97,69 %  |
| Азербайджанцы  | 9                 | 0,18 %   |
| Украинцы       | 6                 | 0,12 %   |
| Лезгины        | 6                 | 0,12 %   |
| Другие         | 95                | 1,89 %   |
| Итого          | 5015              | 100,00 % |

## Муниципально-территориальное устройство
В муниципальный район входят 3 муниципальных образования, в том числе 1 городское и 2 сельских поселения.
| № | Муниципальное образование            | Административный центр | Количество населённых пунктов | Население (чел.) | Площадь (км²) |
| - | ------------------------------------ | ---------------------- | ----------------------------- | ---------------- | ------------- |
| 1 | Пестяковское городское поселение     | пгт Пестяки            | 1                             | ↘3097            | 5,37          |
| 2 | Нижнеландеховское сельское поселение | село Нижний Ландех     | 18                            | ↘405             | 3,30          |
| 3 | Пестяковское сельское поселение      | пгт Пестяки            | 114                           | ↘1513            | 21,04         |

В 2005 году в рамках организации местного самоуправления в муниципальном районе созданы 6 муниципальных образований: 1 городское (Пестяковское) и 5 сельских поселений: Беклемищенское, Демидовское, Неверово-Слободское, Нижнеландеховское, Пестяковское. Законом Ивановской области от 10 декабря 2009 года было упразднено Беклемищенское сельское поселение и включено в Пестяковское сельское поселение. В 2015 году были упразденены Демидовское и Неверово-Слободское сельские поселения (включены в Пестяковское сельское поселение).

## Населённые пункты
В Пестяковском районе 133 населённых пункта, в том числе 1 городской (пгт) и 132 сельских.
| №   | Населённый пункт | Тип             | Население | Муниципальное образование            |
| --- | ---------------- | --------------- | --------- | ------------------------------------ |
| 1   | Алексеевка       | деревня         | ↘0        | Пестяковское сельское поселение      |
| 2   | Алёхино          | деревня         | ↗261      | Пестяковское сельское поселение      |
| 3   | Андреиха         | деревня         | ↘0        | Пестяковское сельское поселение      |
| 4   | Анисимово        | деревня         | ↘1        | Пестяковское сельское поселение      |
| 5   | Безданное        | деревня         | ↘0        | Пестяковское сельское поселение      |
| 6   | Беклемищи        | село            | ↗234      | Пестяковское сельское поселение      |
| 7   | Белая Рамень     | деревня         | ↘0        | Пестяковское сельское поселение      |
| 8   | Болобино         | деревня         | ↘17       | Пестяковское сельское поселение      |
| 9   | Борисово         | деревня         | ↘8        | Пестяковское сельское поселение      |
| 10  | Брюхатово        | деревня         | ↘0        | Пестяковское сельское поселение      |
| 11  | Быково           | деревня         | ↘0        | Пестяковское сельское поселение      |
| 12  | Васьково         | деревня         | 1         | Нижнеландеховское сельское поселение |
| 13  | Вашеевская       | деревня         | ↘1        | Пестяковское сельское поселение      |
| 14  | Вашкино          | деревня         | ↘13       | Пестяковское сельское поселение      |
| 15  | Вербино          | деревня         | ↘72       | Пестяковское сельское поселение      |
| 16  | Верещагино       | деревня         | ↘3        | Пестяковское сельское поселение      |
| 17  | Волково          | деревня         | ↘0        | Нижнеландеховское сельское поселение |
| 18  | Воронята         | деревня         | ↘3        | Пестяковское сельское поселение      |
| 19  | Гаврилищи        | деревня         | ↘2        | Пестяковское сельское поселение      |
| 20  | Галашово         | деревня         | ↘69       | Пестяковское сельское поселение      |
| 21  | Георгиевское     | деревня         | ↘1        | Пестяковское сельское поселение      |
| 22  | Гогино           | деревня         | ↘5        | Пестяковское сельское поселение      |
| 23  | Гомозята         | деревня         | ↘0        | Пестяковское сельское поселение      |
| 24  | Грачево          | деревня         | ↘4        | Пестяковское сельское поселение      |
| 25  | Григино          | деревня         | ↘1        | Пестяковское сельское поселение      |
| 26  | Гуркино          | деревня         | ↘3        | Пестяковское сельское поселение      |
| 27  | Давыдово         | деревня         | ↘0        | Пестяковское сельское поселение      |
| 28  | Даниловская      | деревня         | ↘0        | Нижнеландеховское сельское поселение |
| 29  | Деменино         | деревня         | ↘0        | Пестяковское сельское поселение      |
| 30  | Демидово         | село            | 419       | Пестяковское сельское поселение      |
| 31  | Демидово         | деревня         | ↘2        | Нижнеландеховское сельское поселение |
| 32  | Дубовичье        | деревня         | 56        | Нижнеландеховское сельское поселение |
| 33  | Емельяново       | деревня         | ↘0        | Нижнеландеховское сельское поселение |
| 34  | Еремята          | деревня         | ↘2        | Пестяковское сельское поселение      |
| 35  | Есипово          | деревня         | ↘0        | Пестяковское сельское поселение      |
| 36  | Жабки            | деревня         | ↘0        | Пестяковское сельское поселение      |
| 37  | Зарубино         | деревня         | ↘13       | Пестяковское сельское поселение      |
| 38  | Зубариха         | деревня         | ↘0        | Нижнеландеховское сельское поселение |
| 39  | Иваново          | деревня         | ↘0        | Пестяковское сельское поселение      |
| 40  | Игошино          | деревня         | ↘12       | Пестяковское сельское поселение      |
| 41  | Иевино           | деревня         | ↘3        | Пестяковское сельское поселение      |
| 42  | Карпово          | деревня         | ↘0        | Пестяковское сельское поселение      |
| 43  | Керегино         | деревня         | ↘4        | Пестяковское сельское поселение      |
| 44  | Кленки           | деревня         | ↘1        | Нижнеландеховское сельское поселение |
| 45  | Козлиха          | деревня         | ↘5        | Пестяковское сельское поселение      |
| 46  | Кокуша           | деревня         | ↘17       | Пестяковское сельское поселение      |
| 47  | Колобята         | деревня         | ↘2        | Пестяковское сельское поселение      |
| 48  | Конашино         | деревня         | ↘0        | Пестяковское сельское поселение      |
| 49  | Копань           | деревня         | ↘0        | Пестяковское сельское поселение      |
| 50  | Котрохово        | деревня         | ↘6        | Нижнеландеховское сельское поселение |
| 51  | Крупниково       | деревня         | ↘0        | Пестяковское сельское поселение      |
| 52  | Крутиково        | деревня         | ↘3        | Пестяковское сельское поселение      |
| 53  | Круты            | деревня         | ↘4        | Пестяковское сельское поселение      |
| 54  | Кузьминка        | деревня         | ↘3        | Пестяковское сельское поселение      |
| 55  | Курмыш           | деревня         | ↘13       | Пестяковское сельское поселение      |
| 56  | Лаврушкино       | деревня         | ↘16       | Пестяковское сельское поселение      |
| 57  | Лариковка        | деревня         | ↘0        | Пестяковское сельское поселение      |
| 58  | Лоханино         | деревня         | ↘0        | Пестяковское сельское поселение      |
| 59  | Луканино         | деревня         | ↘5        | Пестяковское сельское поселение      |
| 60  | Луполово         | деревня станции | 3         | Пестяковское сельское поселение      |
| 61  | Луполово         | деревня         | ↘7        | Пестяковское сельское поселение      |
| 62  | Лыткино          | деревня         | ↘0        | Пестяковское сельское поселение      |
| 63  | Макарово         | деревня         | ↘4        | Пестяковское сельское поселение      |
| 64  | Малахово         | деревня         | ↘1        | Пестяковское сельское поселение      |
| 65  | Малеево          | деревня         | ↘0        | Пестяковское сельское поселение      |
| 66  | Марамоново       | деревня         | ↘0        | Нижнеландеховское сельское поселение |
| 67  | Матюгино         | деревня         | ↘0        | Пестяковское сельское поселение      |
| 68  | Мешалкино        | деревня         | ↘1        | Пестяковское сельское поселение      |
| 69  | Митька           | деревня         | ↘0        | Пестяковское сельское поселение      |
| 70  | Михайловская     | деревня         | ↘9        | Пестяковское сельское поселение      |
| 71  | Мордвиново       | деревня         | ↘71       | Пестяковское сельское поселение      |
| 72  | Мугреевский Бор  | посёлок         | ↘25       | Пестяковское сельское поселение      |
| 73  | Неверово-Слобода | деревня         | ↗260      | Пестяковское сельское поселение      |
| 74  | Нижний Ландех    | село            | ↘630      | Нижнеландеховское сельское поселение |
| 75  | Никулино         | село            | ↘67       | Пестяковское сельское поселение      |
| 76  | Ново             | деревня         | ↘0        | Пестяковское сельское поселение      |
| 77  | Ново             | деревня         | ↘0        | Пестяковское сельское поселение      |
| 78  | Новое Грибово    | деревня         | 2         | Пестяковское сельское поселение      |
| 79  | Ново-Ивановская  | деревня         | ↘0        | Пестяковское сельское поселение      |
| 80  | Осинки           | деревня         | ↘10       | Пестяковское сельское поселение      |
| 81  | Палагино         | деревня         | ↘53       | Пестяковское сельское поселение      |
| 82  | Панино           | деревня         | ↘1        | Пестяковское сельское поселение      |
| 83  | Паршино          | деревня         | ↘18       | Пестяковское сельское поселение      |
| 84  | Патреево Большое | деревня         | ↘0        | Пестяковское сельское поселение      |
| 85  | Першино          | деревня         | ↘0        | Нижнеландеховское сельское поселение |
| 86  | Пестяки          | пгт             | ↘3097     | Пестяковское городское поселение     |
| 87  | Петрушино        | деревня         | ↘0        | Нижнеландеховское сельское поселение |
| 88  | Пиманово         | деревня         | ↘6        | Пестяковское сельское поселение      |
| 89  | Погорелка        | деревня         | ↘22       | Пестяковское сельское поселение      |
| 90  | Поляково         | деревня         | ↘5        | Пестяковское сельское поселение      |
| 91  | Порошино         | деревня         | ↘0        | Пестяковское сельское поселение      |
| 92  | Потанино         | деревня         | ↘0        | Пестяковское сельское поселение      |
| 93  | Похмелино        | деревня         | ↘9        | Пестяковское сельское поселение      |
| 94  | Прудки           | деревня         | ↘6        | Пестяковское сельское поселение      |
| 95  | Пурешка          | деревня         | 6         | Пестяковское сельское поселение      |
| 96  | Родино           | деревня         | ↘0        | Пестяковское сельское поселение      |
| 97  | Романово         | деревня         | ↘0        | Нижнеландеховское сельское поселение |
| 98  | Рыково           | деревня         | ↘1        | Пестяковское сельское поселение      |
| 99  | Саловарово       | деревня         | ↘3        | Пестяковское сельское поселение      |
| 100 | Самолюбово       | деревня         | ↘0        | Пестяковское сельское поселение      |
| 101 | Сезух            | деревня         | 94        | Пестяковское сельское поселение      |
| 102 | Семеново         | деревня         | ↘0        | Пестяковское сельское поселение      |
| 103 | Скоба            | деревня         | ↘5        | Пестяковское сельское поселение      |
| 104 | Сорокино         | деревня         | ↘3        | Пестяковское сельское поселение      |
| 105 | Станки           | деревня         | ↘0        | Пестяковское сельское поселение      |
| 106 | Старый Сезух     | деревня         | ↘1        | Пестяковское сельское поселение      |
| 107 | Стрелка Большая  | деревня         | ↘6        | Пестяковское сельское поселение      |
| 108 | Струнята         | деревня         | ↘0        | Пестяковское сельское поселение      |
| 109 | Сурки            | деревня         | ↘0        | Пестяковское сельское поселение      |
| 110 | Терехино         | деревня         | ↘0        | Пестяковское сельское поселение      |
| 111 | Тимагино         | деревня         | ↘1        | Пестяковское сельское поселение      |
| 112 | Тимино           | деревня         | ↘0        | Пестяковское сельское поселение      |
| 113 | Трухино          | деревня         | ↘0        | Пестяковское сельское поселение      |
| 114 | Утка             | деревня         | ↘0        | Пестяковское сельское поселение      |
| 115 | Ушево            | деревня         | ↘2        | Пестяковское сельское поселение      |
| 116 | Федоровка        | деревня         | ↘3        | Пестяковское сельское поселение      |
| 117 | Филенково Второе | деревня         | ↘0        | Пестяковское сельское поселение      |
| 118 | Филенково Первое | деревня         | ↘0        | Пестяковское сельское поселение      |
| 119 | Филята           | деревня         | ↗212      | Пестяковское сельское поселение      |
| 120 | Ханеевка         | деревня         | ↘8        | Пестяковское сельское поселение      |
| 121 | Худяково         | деревня         | ↘0        | Пестяковское сельское поселение      |
| 122 | Черепово         | деревня         | ↘10       | Пестяковское сельское поселение      |
| 123 | Черновская       | деревня         | ↘13       | Пестяковское сельское поселение      |
| 124 | Чуркино          | деревня         | ↘2        | Нижнеландеховское сельское поселение |
| 125 | Шалаево          | деревня         | ↗206      | Пестяковское сельское поселение      |
| 126 | Шалганово        | деревня         | ↘5        | Пестяковское сельское поселение      |
| 127 | Шестаково        | деревня         | ↘3        | Пестяковское сельское поселение      |
| 128 | Шеята            | деревня         | ↘0        | Пестяковское сельское поселение      |
| 129 | Шиловская        | деревня         | ↘1        | Нижнеландеховское сельское поселение |
| 130 | Шихири           | деревня         | ↘1        | Пестяковское сельское поселение      |
| 131 | Шлыково          | деревня         | ↘20       | Нижнеландеховское сельское поселение |
| 132 | Щербинино        | деревня         | ↘28       | Нижнеландеховское сельское поселение |
| 133 | Якушево          | деревня         | ↘3        | Пестяковское сельское поселение      |

Упразднённые населённые пункты:
- 1997 год — деревни Ярята, Гари, Гуляево[29].

## Руководство
В постсоветский период руководство Пестяковским районом осуществляли В. Рычагов,  А. Белоцветов, Т. Исаева и Л. Робустова, О. Титюлин и Л. Робустова, Т. Ковалёва. В настоящее время главной района является А. Самышин (с 11 июля 2017 г.).
С 2010 по 2012 год в Пестяковском районе сложилась ситуация двоевластия, вызванная противостоянием Т.В. Исаевой и Л.В. Робустовой, закончившаяся с повышением Т.В. Исаевой и её отъездом в Иваново.
Л.В. Робустова является крупнейшим меценатом Пестяковского района из числа лиц, бывших его руководителями, в новейшее время. Эта помощь продолжается и в настоящее время: помощь в проведении дня деревни и иная помощь.